# 鍘刀
鍘刀，單刃刀的一邊栓於底座上，另一邊連接著長刀柄的設計，以槓桿原理將東西鍘斷。最為人熟識的應用是出現在《包青天》故事中的龍頭鍘、虎頭鍘和狗頭鍘。現今社會仍然會使用這設計，例如用於切割紙張或中藥的鍘刀。
中药铡刀是專門用於切剪中藥材的工具。基本構件包括刀身（即刀片本身，下為刀口）、刀架（支撐刀體的部分，包括橫樑）、刀柄（連刀身的槓桿，起省力作用）。